# Vészhelyzet (13. évad)
Ez az oldal tartalmazza a Vészhelyzet tévésorozat 13. évadja epizódjainak listáját. Ezenfelül megtalálható a vetítés első időpontja az amerikai NBC csatornán.
| Epizód | Évad  | Premier              | Tartalom |
| ------ | ----- | -------------------- | --- |
| 268    | 13x1  | 2006. Szeptember 21. | 13. évad, 1. rész: Ámokfutók, Amerikai filmsorozat, 2006.) A kórházi lövöldözés két fő áldozata a team tagjai közül Jerry és Abby. Mindkettejük egészségéért teljes erőbedobással küzd minden érintett. Sam és Alex a fejvesztve menekülő elkövetőkkel sodródnak, mígnem egy óvatlan pillanatban Sam megtalálja a szabadulás módját. |
| 269    | 13x2  | 2006. Szeptember 28. | 13. évad, 2. rész: Számonkérés, Amerikai filmsorozat, 2006.) Nagy az izgalom Abby és Kovač koraszülött kisfiáért, aki élet és halál közt lebeg az intenzív osztályon. A helyzet többek közt arra is alkalmat ad, hogy Abby közelebb kerüljön anyjához, Maggie-hez. Sam Elliot segítségével megússza a számonkérést, mely Steve megölése miatt fenyegette. Weavernek döntenie kell, hogy a Clemente ügyében a vezetőség előtt saját bőrét védi, és ezzel Kovačot áldozza fel, vagy egy személyben vállalja a felelősséget.                                                                                     |
| 270    | 13x3  | 2006. Október 5.     | 13. évad, 3. rész: Sürgés-forgás, Amerikai filmsorozat, 2006.) Gates első éves rezidensként jelenik meg a sürgősségin, és első ütközetét már az első napon megvívja az időközben szakorvossá lett Prattel. Neela nem egészen azt tapasztalja a sebészeten, amire számított, és Gates jelenléte is összezavarja. Az osztály ismét újoncokkal gyarapszik, és Weaver is visszatér a betegágy mellé. |
| 271    | 13x4  | 2006. Október 12.    | 13. évad, 4. rész: Szülőnek lenni, Amerikai filmsorozat, 2006.) Abby, miközben hősiesen igyekszik betagozódni a kismama-társadalomba, meglehetősen furcsa dolgokkal szembesül. Pratt újdonsült szakorvosként birkózik új felelősségkörével. Morris nem mindennapi módon teremt kapcsolatot egyik gyereke családjával. Gates nehezen alkalmazkodik, de sajátos hozzáállása egyelőre frissítőleg hat az osztályon. |
| 272    | 13x5  | 2006. Október 19.    | 13. évad, 5. rész: Nehéz ügyek, Amerikai filmsorozat, 2006.) Abby az első napját tölti újra a kórházban, ami kétszeresen is nehéz számára, hiszen egyrészt aggódik, hogy mi van otthon, másrészt izgul, hogy szakmailag helyt tudjon állni a hosszú kihagyás után. Kovačot egy nehéz per aggasztja, ahol vádlottként van jelen, és ő maga sem biztos benne, hogy teljesen alaptalan |
| 273    | 13x6  | 2006. November 2.    | 13. évad, 6. rész: Csetepaté, Amerikai filmsorozat, 2006.) Kovačot nagyon nyomasztja az Ames-ügy, nem szívesen megy el az ítélet hirdetésére sem, de munkatársai rábeszélik, hogy vegyen részt rajta. Neela és Gates folyamatosan kerülgeti egymást, forr körülöttük a levegő, és ez a környezetük figyelmét sem kerüli el. Morris televíziós forgatáson parádézik, de Weaver váratlanul elvonja a kamera és a stáb figyelmét. Neela elszántan keresi a helyét a sebészeten, ezért feletteseivel komoly összeütközésekbe kerül.                                                                               |
| 274    | 13x7  | 2006. November 9.    | 13. évad, 7. rész: Kirakós játék, Amerikai filmsorozat, 2006.) Morris remek szimatának és tőle szokatlan lelkiismeretességének, valamint Sam hathatós közreműködésének hála, sikerül megmenteni egy beteget, akinek a rendszer visszássága nélkülük valószínűleg az életébe került volna. Dubenko egy konkrét eset kapcsán összehívja a sebészeket és a sürgősségiseket, és rámutat, hogy mind a beteg, mind a team érdekében célravezetőbb volna ellenségeskedés helyett a nyitott és őszinte kommunikáció.                                                                                                  |
| 275    | 13x8  | 2006. November 16.   | 13. évad, 8. rész: A hit ereje, Amerikai filmsorozat, 2006.) Weaver új televíziós karrierje egyúttal magánéleti változást is hoz. Az osztályon érdekes módon egyszerre több eset is bizonyítja, hogy a hit hegyeket mozgathat meg. Pratt jószolgálati útra lép, és ő Hope-ban találja meg ehhez a megfelelő szövetségest. Kovač aggódik, hogy volt betege, Curtis Ame veszélyt jelenthet a családjára. Gates úgy dönt, hogy új életet kezd. |
| 276    | 13x9  | 2006. November 23.   | 13. évad, 9. rész: Fogjuk meg és vigyétek!, Amerikai filmsorozat, 2006.) Pratt egy fiúval találja otthon öccsét. Nem tudja, miként kezelje a helyzetet, ezért Weaverhez fordul segítségért. Abby hálaadás napján helikopteres ügyeletre kényszerül, és rendkívüli talpraesettségének köszönhető, hogy a rebellis repülős team végül elfogadja őt, és hajlandó vele részt venni egy nagyszabású mentőakcióban. Crenshaw szemet vet Jeanre. |
| 277    | 13x10 | 2006. November 30.   | 13. évad, 10. rész: Titkok és hazugságok, Amerikai filmsorozat, 2006.) Ben személyében új ápoló jelenik meg az osztályon, aki nem sokat teketóriázik a beilleszkedéssel. Neela hallani sem akarja Gates magyarázkodásait, Ray pedig hiába is próbálja leplezni Katey-vel való kapcsolatát. Kovač minden pillanatban fenyegetést lát családja körül, amivel szemben külső segítség híján tehetetlennek érzi magát. |
| 278    | 13x11 | 2006. December 7.    | 13. évad, 11. rész: Ámulunk és bámulunk, Amerikai filmsorozat, 2006.) Hope egyik ámulatból a másikba esik Morris láttán, aki a Biblia körben és Mikulásként is új oldaláról mutatkozik meg. Ray több okból is prüszköl Gatesre, és többször meg is mondja neki a magáét. Neela a sebész társadalomban nemigen találja a helyét, de a műtőben annál gyakrabban kivívja Dubenko tiszteletét. Ben és Sam nagyon egymásra talál egy betegért folytatott küzdelemben. |
| 279    | 13x12 | 2007. Január 4.      | 13. évad, 12. rész: Csalódás és bizalom, Amerikai filmsorozat, 2007.) Pratt nagy bajba kerül a baptista gyülekezetnél végzett jótékonysági munkája miatt. Sam mélységesen csalódik fiában, mikor kiderül, hogy Alex meglopta dr. Morrist. Neelát és Gatese-t is rosszul érinti, mikor kollégáik szeme láttára Meg az osztályon patáliát csap. Weaver nagyszerű munkalehetőséget kap Miamiban, és a kórházi költségvetési megszorítások is arra kényszerítik az osztályt, hogy megváljanak tőle |
| 280    | 13x13 | 2007. Január 11.     | 13. évad, 13. rész: Adok-kapok, Amerikai filmsorozat, 2007.) Kovač rosszallása ellenére Abby kitüntetett figyelmet fordít egyik betegére, akiről aztán sokkoló dolgok derülnek ki. A Neela miatti feszültség Ray és Gates között már a munkahelyükön is nyilvánvaló, és a betegellátásban is akadályozza őket. Sam értetlenül figyeli, hogy Alex egyre kezelhetetlenebb és arrogánsabb az utóbbi időben. Prattet bilincsben vezetik el az osztályról. |
| 281    | 13x14 | 2007. Február 1.     | 13. évad, 14. rész: Szívzörejek, Amerikai filmsorozat, 2007.) Ames végső lépésre szánja el magát, rákényszeríti Kovačot, hogy tartson vele, és megleckézteti mindazért, amit úgy érez, hogy ellene elkövetett. Alex felgyújtja a lakást, aminek következtében egy szomszéd súlyosan megsérül. Sam nem biztos benne, hogy otthonuk véletlenül kapott lángra. Meg öngyilkosságot követ el, és utolsó leheletével megsúgja Gatesnek, hogy Sarah tőle van. |
| 282    | 13x15 | 2007. Február 8.     | 13. évad, 15. rész: Meghalni könnyű, Amerikai filmsorozat, 2007.) Pratt mindenáron egymaga akar a számon kérő bizottság elé állni, de végül is nem nélkülözheti a többiek segítségét. Abby egy haldoklóval való munkakapcsolatából fontos személyes következtetést von le. Samnek azt tanácsolják, hogy Alexet adja be javítóintézetbe. Neela több okból is gondolkodóba esik Gates-szel kapcsolatban. |
| 283    | 13x16 | 2007. Február 15.    | 13. évad, 16. rész: Ördög a részletekben, Amerikai filmsorozat, 2007.) Miközben Gates nem tudja, mihez is kezdjen lehetséges apaságával, és Neela sem találja köztük a helyét, Sarah felnőtt módjára gondjaiba veszi még a háztartást is. A pikírt Crenshawról kiderül, hogy akad azért, aki kordában tudja tartani. Kovač és Abby odáig eljutott, hogy összeházasodnak, de szembesülniük kell vele, hogy az ördög a részletekben rejlik. Neela erkölcsi okokra hivatkozva nem vállal egy műtétet, még akkor se, ha Dubenkót ezzel magára haragítja.                                                          |
| 284    | 13x17 | 2007. Február 22.    | 13. évad, 17. rész: Végső elhatározások, Amerikai filmsorozat, 2007.) A sebészetre új tanuló érkezik, aki mindenki szeme láttára szembesíti Neelát azzal, hogy kiesett a kegyéből. Morris kezdeményezésére Prattel végül is remek team-munkában nagy szolgálatot tesznek az egyik betegnek. Kovač Morris segítségével szervezi a nászutat, Hope pedig a kotnyelességével kihúzza Abbynél a gyufát. Sam végül is egy végső elhatározással bentlakásos iskolába adja Alexet. |
| 285    | 13x18 | 2007. Április 12.    | 13. évad, 18. rész: Boldog szülinapot, Sam!, Amerikai filmsorozat, 2007.) Az osztályon ellátott hoszpisz beteggel egy fotós is érkezik, akinek a munkája és személyisége valahogy magával ragadja Samet. A születésnapos Samet összességében sok kellemes meglepetés éri, hiszen fényképezőgépet ajándékoz neki újdonsült ismerőse, az osztály meglepetés-bulit szervez neki, és még Alex is fölhívja telefonon, akivel elszakadásuk óta feszült volt a viszonya. |
| 286    | 13x19 | 2007. Április 19.    | 13. évad, 19. rész: Családi ügyek, Amerikai filmsorozat, 2007.) Pratt hozzálát, hogy eddig elhanyagolt kapcsolatait rendbe tegye, és öccsével való találkozásakor rögtön alkalma is nyílik egy kis segítségnyújtásra. A team önvédelmi tanfolyamon vesz részt, melynek oktatóját Sam egy napon belül kétszer is legyőzi. Gates ideiglenesen befogadja apját, aki iszákossága miatt már korábban is megkeserítette az életét, és most sem alakul ez másképp. |
| 287    | 13x20 | 2007. Április 26.    | 13. évad, 20. rész: Lámpaoltás, Amerikai filmsorozat, 2007.) A csapat megfeszített munkával dolgozza végig az utolsó műszakot, mielőtt a kórházi vezetés technikai okokból ideiglenesen bezáratja a sürgősségi osztályt. Sam szomorú körülmények közt, haldokló betegként látja viszont fényképész ismerősét. Gates rossz passzban van, az osztályon is kihúzza a gyufát, és apjával is végzetes konfliktusba kerül. Chaz büszkén dolgozik a mentősöknél, de Pratt legnagyobb rémületére már első munkanapján a betegágyon köt ki.                                                                            |
| 288    | 13x21 | 2007. Május 3.       | 13. évad, 21. rész: A boldogító nem, Amerikai filmsorozat, 2007.) Kovač a kötelező osztályos búcsúvacsora leple alatt meglepetés esküvőt szervez Abbynek, aki az első sokkhatás után azért mégis csak átadja magát az élménynek. A lagzin elszabadulnak az érzelmek, a team legtöbb tagjából jót hoz ki a fölszabadultság, csak Gates és Ray csap össze csúnyán. Az ifjú pár szerencsére nem tud erről, Morris és Pratt még idejében közbelép. Neela a legváratlanabb pillanatokban szembesül azzal, mennyi mindenkiből vonzalmat vált ki, így kénytelen rádöbbenni, hogy rendeznie kell végre a magánéletét. |
| 289    | 13x22 | 2007. Május 10.      | 13. évad, 22. rész: Apály-dagály, Amerikai filmsorozat, 2007.) Az esküvő után jó darabig senkinek sem tűnik fel a kavarodásban, hogy Rayt már régóta nem látták, csak Neela kezdi el keresni. Abby a várva várt nászút előtti utolsó műszakján még bravúros módon felállít egy nehéz diagnózist. Morris mindent megtesz, hogy minél tovább időzhessen Hope-pal a Ritz nászutas lakosztályában. Az osztályon feltűnik a sokkolóan új szemléletet képviselő dr. Moretti, az intenzív osztály vezetője. |
| 290    | 13x23 | 2007. Május 17.      | 13. évad, 23. rész: Nászút törölve, Amerikai filmsorozat, 2007.) Moretti vadonatúj stílusban, reformelképzelésekkel veszi át Kovač osztályvezetői posztját, amit a team döbbenettel vegyes ámulattal fogad. Ray végre bejelentkezik Neelánál, de a viszontlátásban nincs sok köszönet, a lány ismét szembesülni kényszerül azzal, hogy mennyi mindenkit megbántott az utóbbi időben. Mire Gates elhatározza végre, hogy magához veszi Sarah-t, jönnek a nagyszülők, akik harcot indítanak a kislányért. Kovač-nak sürgősen Horvátországba kell utaznia, ezért a nászutat el kell halasztani.                  |